# 216e régiment d'infanterie

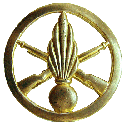
insigne de béret d'infanterie

Le 216e régiment d'infanterie (216e RI) est un régiment d'infanterie de l'Armée de terre française constitué en 1914 avec les bataillons de réserve du 16e régiment d'infanterie.
À la mobilisation, chaque régiment d'active créé un régiment de réserve dont le numéro est le sien plus 200.

## Création et différentes dénominations
- août 1914 : 216e Régiment d'Infanterie
- juin 1916 : Création d'un 3e bataillon avec des hommes du 238e Régiment d'Infanterie récemment dissout
- août 1918 : Dissolution

## Historique des garnisons, combats et batailles du216eRI

### Première Guerre mondiale
Affectations : Casernement Saint-Étienne et Clermont-Ferrand, 125e Brigade d'Infanterie, 13e région, 1er Groupe de Réserve, 63e Division d'Infanterie en août 1914 à août 1918.

#### 1914
Constitution à Montbrison.
Effectif de départ : 37 officiers (10 d'active), 166 sous-officiers (53 d'active) et 2 035 caporaux et soldats (14 d'active).
Classes mobilisées : de 1903 à 1907
- 10 - 27 août 1914 : Alsace, dans le Sundgau. Ne participe à aucun combat
- À partir du 6 septembre 1914 : la Marne, plus précisément les champs de bataille de l'Ourcq près de Meaux. Combat à Oissery et à Fosse-Martin ainsi qu'à la ferme Nogeon.

Sur les 260 hommes installés à la ferme Nogeon, le 8 septembre, il ne reste plus que 80 hommes qui se replient.
Le 216e est reformé à 4 compagnies au lieu de 8, il reste 14 officiers et 1 146 hommes.
- 13 septembre 1914 : passage de l'Aisne à Port-Fontenoy et combats près de la ferme de Confrécourt.
- 20 septembre : violente contre-offensive des allemands sur le 5e bataillon du 305e RI français (167 rescapés), le 6e bataillon du 216e RI défend héroïquement la ferme de Confrécourt, le régiment perd 14 officiers et 895 s/officiers et soldats. Il reste 4 officiers et 642 hommes.
- Jusqu'en janvier 1915, le 216e RI tient les tranchées de Vingré et reçoit des renforts, 1 compagnie du 304e RI, puis 500 hommes du 103e RIT de Montbrison le 26 septembre, 200 du 102e RIT le 28, 230 le 1er octobre du dépôt du 16e RI.

Le 70e RIT verse 1 000 hommes aux régiments de la 63e DI.

#### 1915
En 1915, le 216e RI ne prendra part à aucune action d'importance. C'est l'année la moins meurtrière pour l'unité.
De mars 1915 à janvier 1916, il occupe le secteur de Villeneuve-Saint-Germain, à l'est de Soissons. La rivière Aisne sépare les deux camps, un seul point de friction : la pompe hydraulique de Villeneuve.
Le 216e remplace le 68e RIT puis effectue un roulement avec le 321e RI avec des périodes de près de 2 mois de tranchées sans coupure.
En janvier 1916, le 15e RI relève le 216e RI

#### 1916
En 1916, le 216e RI montera deux fois sur le front de Verdun autour du fort de Vaux.
La première, en juin 1916, dans une tentative désespérée de briser le siège du fort par les Allemands. La deuxième, en octobre 1916, cette fois pour reprendre le fort aux Allemands.
Entre ces périodes, des secteurs calmes sont occupés pour recompléter les effectifs.
De février à mai 1916, le 216e occupe le secteur de la Neuville et la Maison Bleue entre le Godat et Sapigneul, au nord de Reims. Il remplace le 43e RI et se fait relever par le 116e RI de retour de Verdun.
Le régiment monte à Verdun le 2 juin 1916 avec le 5e bataillon pour contrer une offensive allemande au bois de Vaux-Châpitre, à l'ouest du fort de Vaux. C'est une attaque de nuit qui commence à 2 heures du matin. 3 compagnies en tête, la 4e servant de réserve et suivant à 100 mètres. Chaque compagnie est composée de 2 vagues précédées par un groupe de grenadiers (10 par compagnie), 50 mètres entre les vagues. L'objectif est le retranchement R4 et le bois Fumin. Le tir de barrage allemand sème la panique et des tirs de mitrailleuses croisés font des pertes. Les français se replient. Bilan : 30 tués, 210 blessés et surtout 310 disparus, pour la plupart tués.
Le 5e bataillon est réduit à une compagnie commandée par un sous-lieutenant.
Le 5e bataillon sera remplacé par le 320e RI le 5 juin.
Le 6e bataillon est aussi relevé mais il revient le 12 juin au ravin des Abris, au sud-ouest du fort de Vaux pour remplacer un bataillon de zouaves, il organise la zone jusqu'à son remplacement par le 67e RI le 19 juin. Une longue tranchée, dite de Montbrison, sera pendant longtemps la première ligne française quelques jours plus tard.
Le 216e RI reçoit alors un bataillon du 238e RI dissous pour se former à 3 bataillons au lieu de 2. Il incorpore aussi 800 hommes du 111e RI dissous et du 402e RI.
Le régiment part alors dans les Vosges, dans le secteur du Violu et de la Cude, le 7e bataillon qui deviendra le 4e occupe la Cude, le 5e le Violu, le 6e en réserve au Pré de Raves. Le 28 juillet 1916, un violent bombardement par Minenwerfer écrase le fortin Régnault et un coup de main est repoussé avec 9 tués, le 31 juillet une nouvelle tentative est repoussée avec 5 tués.

#### 1917
Le séjour du 216e régiment d'infanterie dans le secteur se poursuit de novembre 1916 à mars 1917. Puis dans les Vosges, il occupe le secteur de la Forain sur le Ban-de-Sapt. Le 17 juin, un coup de main français est tenté sur les lignes allemandes, un cadavre est identifié. Au retour un obus isolé explose en plein sur un abri et tue une vingtaine de soldat d'un coup.

#### 1918
De janvier à juin 1918, le 216e régiment d'infanterie occupe un secteur en Argonne au nord de Saint-Thomas, le secteur Rondinage. Puis après un séjour vers le bois d'Hauzy, il participe à la deuxième bataille de la Marne. Le 24 juillet, deux bataillons tentent d'occuper la côte 141 en avant de Coincy, l'assaut est rude et les mitrailleuses allemandes font des ravages dans les champs de blé. Près de 150 soldats sont tués mais la côte est prise. Le prochain blocage sera quelques kilomètres plus loin, le village de Saponay, pris le 2 août 1918 par le groupe de grenadiers d'élite du sergent Gaschignard.
Le régiment est dissous en août 1918.

## Inscriptions portées sur le drapeau du régiment
Il porte, cousues en lettres d'or dans ses plis, les inscriptions suivantes :
- L'Ourcq 1914
- Verdun 1916

## Décorations décernées au régiment
Aucune citation du régiment, mais citation d'un bataillon.

## Sources et bibliographie
- Archives militaires du Château de Vincennes.
- À partir du Recueil d'historiques de l'Infanterie française (général Andolenko - Eurimprim 1969).